# Campionati mondiali di sollevamento pesi 2022 - 59 kg femminile
Le gare di sollevamento pesi della categoria fino a 59 kg femminile — pesi leggeri — dei campionati mondiali del 2022 si sono svolte dal 7 all'8 dicembre 2022 a Bogotà presso la Gran Carpa Américas Corferias.

## Programma
L'orario indicato corrisponde a quello colombiano (UTC-05:00)
| Data            | Orario | Evento   |
| --------------- | ------ | -------- |
| 7 dicembre 2022 | 21:30  | Gruppo E |
| 8 dicembre 2022 | 09:00  | Gruppo D |
| 8 dicembre 2022 | 11:30  | Gruppo C |
| 8 dicembre 2022 | 16:30  | Gruppo B |
| 8 dicembre 2022 | 19:00  | Gruppo A |

## Medagliate
Per ciascun esercizio, le prime tre classificate sono le seguenti:
| Esercizio | Oro           | Oro    | Argento        | Argento | Bronzo         | Bronzo |
| --------- | ------------- | ------ | -------------- | ------- | -------------- | ------ |
| Strappo   | Luo Xiaomin   | 103 kg | Maude Charron  | 103 kg  | Kamila Konotop | 102 kg |
| Slancio   | Yenny Álvarez | 133 kg | Kuo Hsing-chun | 130 kg  | Luo Shifang    | 129 kg |
| Totale    | Yenny Álvarez | 234 kg | Kuo Hsing-chun | 232 kg  | Maude Charron  | 231 kg |

## Record
Prima di questa competizione, i record mondiali esistenti erano i seguenti:
| Record mondiale | Strappo | Kuo Hsing-chun | 110 kg | Tashkent, Uzbekistan | 19 aprile 2021    |
| Record mondiale | Slancio | Kuo Hsing-chun | 140 kg | Pattaya, Thailandia  | 21 settembre 2019 |
| Record mondiale | Totale  | Kuo Hsing-chun | 247 kg | Tashkent, Uzbekistan | 19 aprile 2021    |

## Risultati
| Pos. | Atleta                         | Gr. | Peso atleta | Strappo (kg) | Strappo (kg) | Strappo (kg) | Strappo (kg) | Slancio (kg) | Slancio (kg) | Slancio (kg) | Slancio (kg) | Totale   |
| Pos. | Atleta                         | Gr. | Peso atleta | 1            | 2            | 3            | Pos.         | 1            | 2            | 3            | Pos.         | Totale   |
| ---- | ------------------------------ | --- | ----------- | ------------ | ------------ | ------------ | ------------ | ------------ | ------------ | ------------ | ------------ | -------- |
|      | Yenny Álvarez (COL)            | A   | 58.90       | 98           | 101          | 104          | 6            | 128          | 131          | 133          |              | 234      |
|      | Kuo Hsing-chun (TPE)           | A   | 58.70       | 100          | 102          | 102          | 4            | 126          | 129          | 130          |              | 232      |
|      | Maude Charron (CAN)            | A   | 58.90       | 100          | 100          | 103          |              | 123          | 127          | 128          | 4            | 231      |
| 4    | Luo Shifang (CHN)              | A   | 58.60       | 101          | 104          | 104          | 5            | 126          | 129          | 133          |              | 230      |
| 5    | Luo Xiaomin (CHN)              | A   | 58.70       | 97           | 100          | 103          |              | 122          | 126          | 129          | 5            | 229      |
| 6    | Kamila Konotop (UKR)           | A   | 57.50       | 98           | 101          | 102          |              | 116          | 119          | 121          | 8            | 223      |
| 7    | Taylor Wilkins (USA)           | B   | 58.90       | 92           | 95           | 97           | 12           | 117          | 122          | 122          | 6            | 217      |
| 8    | Concepción Úsuga (COL)         | A   | 58.90       | 95           | 95           | 100          | 13           | 117          | 122          | 125          | 7            | 217      |
| 9    | Dora Tchakounté (FRA)          | A   | 58.80       | 96           | 96           | 99           | 10           | 115          | 120          | 122          | 10           | 216      |
| 10   | Janeth Gómez (MEX)             | A   | 58.90       | 92           | 94           | 96           | 11           | 114          | 118          | 122          | 13           | 214      |
| 11   | Seo Jeong-mi (KOR)             | B   | 58.50       | 90           | 95           | 96           | 9            | 112          | 116          | 118          | 15           | 212      |
| 12   | Anyelin Venegas (VEN)          | B   | 58.70       | 90           | 93           | 95           | 16           | 118          | 118          | 118          | 12           | 211      |
| 13   | Mikiko Andoh (JPN)             | B   | 59.00       | 90           | 95           | 95           | 22           | 120          | 124          | 125          | 9            | 210      |
| 14   | Daphne Guillén (MEX)           | B   | 58.90       | 90           | 94           | 97           | 14           | 115          | 121          | 122          | 17           | 209      |
| 15   | Ine Andersson (NOR)            | B   | 58.80       | 88           | 88           | 90           | 23           | 116          | 119          | 119          | 14           | 206      |
| 16   | Suratwadee Yodsarn (THA)       | D   | 58.30       | 83           | 86           | 88           | 32           | 113          | 115          | 119          | 11           | 205      |
| 17   | Riri Endo (JPN)                | C   | 58.50       | 90           | 92           | 93           | 17           | 110          | 113          | 116          | 23           | 205      |
| 18   | Izabella Yaylyan (ARM)         | B   | 58.80       | 90           | 90           | 90           | 24           | 110          | 115          | 115          | 19           | 205      |
| 19   | María Casadevall (ARG)         | B   | 58.20       | 90           | 93           | 93           | 21           | 113          | 117          | 117          | 24           | 203      |
| 20   | Natasya Beteyob (INA)          | C   | 57.70       | 87           | 87           | 90           | 20           | 112          | 117          | 117          | 25           | 202      |
| 21   | Saara Retulainen (FIN)         | B   | 58.90       | 88           | 91           | 91           | 27           | 110          | 114          | 116          | 21           | 202      |
| 22   | Quàng Thị Tâm (VIE)            | C   | 58.20       | 93           | 93           | 93           | 15           | 108          | 112          | 112          | 28           | 201      |
| 23   | Nelly (INA)                    | C   | 58.50       | 85           | 88           | 91           | 18           | 110          | 115          | 115          | 26           | 201      |
| 24   | Nathalia Novas (DOM)           | B   | 58.70       | 85           | 85           | 90           | 35           | 112          | 116          | 119          | 16           | 201      |
| 25   | Bindyarani Devi (IND)          | D   | 56.00       | 83           | 86           | 88           | 31           | 112          | 112          | 114          | 20           | 200      |
| 26   | Gilyeliz Guzmán (PUR)          | C   | 58.90       | 87           | 87           | 87           | 30           | 113          | 116          | 116          | 22           | 200      |
| 27   | Jenifer Becerra (ECU)          | D   | 58.40       | 86           | 90           | 92           | 19           | 108          | 113          | 113          | 27           | 198      |
| 28   | Sofia Georgopoulou (GRE)       | D   | 58.90       | 87           | 87           | 91           | 28           | 104          | 107          | 110          | 30           | 194      |
| 29   | Galya Shatova (BUL)            | C   | 58.60       | 85           | 88           | 90           | 26           | 105          | 107          | 107          | 32           | 193      |
| 30   | Jessica Gordon Brown (GBR)     | C   | 58.50       | 83           | 86           | 86           | 33           | 106          | 109          | 112          | 31           | 192      |
| 31   | María Kardara (GRE)            | D   | 59.00       | 88           | 91           | 91           | 25           | 103          | 107          | 108          | 38           | 191      |
| 32   | Boldbaataryn Khongorzul (MGL)  | C   | 59.00       | 83           | 83           | 87           | 39           | 108          | 112          | 115          | 29           | 191      |
| 33   | Tenishia Thornton (MLT)        | D   | 58.40       | 80           | 82           | 84           | 36           | 101          | 101          | 104          | 37           | 188      |
| 34   | Brenna Kean (AUS)              | E   | 59.00       | 79           | 83           | 86           | 37           | 104          | 108          | 108          | 33           | 187      |
| 35   | Hannah Crymble (IRL)           | E   | 58.50       | 80           | 82           | 83           | 38           | 100          | 104          | 104          | 35           | 187      |
| 36   | Scheila Meister (SUI)          | D   | 58.60       | 82           | 85           | 85           | 34           | 102          | 105          | 105          | 39           | 187      |
| 37   | Halle Mifsud (AUS)             | E   | 58.40       | 75           | 79           | 80           | 41           | 103          | 104          | 109          | 34           | 184      |
| 38   | Amalie Løvind (DEN)            | D   | 57.30       | 80           | 83           | 84           | 42           | 101          | 104          | 107          | 36           | 184      |
| 39   | Sofía Aleman (HON)             | E   | 58.20       | 75           | 80           | 82           | 40           | 95           | 100          | 100          | 41           | 177      |
| 40   | Kimberly Palacios (CRC)        | E   | 58.00       | 75           | 75           | 78           | 43           | 87           | 91           | 91           | 42           | 162      |
| 41   | Stephen Myonly (NRU)           | E   | 56.40       | 65           | 70           | 73           | 44           | 85           | 90           | 90           | 44           | 158      |
| 42   | Emelin Ortiz (HON)             | E   | 58.40       | 65           | 68           | 68           | 46           | 85           | 88           | 88           | 43           | 150      |
| 43   | Alanoud Al-Shehri (KSA)        | E   | 58.30       | 65           | 65           | 70           | 45           | 77           | 77           | 81           | 46           | 147      |
| 44   | Johana Prieto (PAR)            | E   | 57.30       | 63           | 64           | 64           | 47           | 77           | 81           | 82           | 45           | 141      |
| —    | Lucrezia Magistris (ITA)       | A   | 59.00       | 98           | 98           | 101          | 7            | 115          | 116          | 116          | —            | —        |
| —    | Elreen Ando (PHI)              | A   | 58.80       | 97           | 101          | 102          | 8            | 127          | —            | —            | —            | —        |
| —    | Sabine Kusterer (GER)          | C   | 58.90       | 85           | 87           | 88           | 29           | 107          | 107          | 107          | —            | —        |
| —    | Génesis Rodríguez (VEN)        | B   | 58.70       | 95           | 95           | 95           | —            | 115          | 115          | —            | 18           | —        |
| —    | Irene Martínez (ESP)           | C   | 58.80       | 90           | 90           | 90           | —            | 101          | 106          | 107          | 40           | —        |
| —    | Mouna Skandi (ESP)             | E   | 59.00       | 80           | 80           | 80           | —            | —            | —            | —            | —            | —        |
| —    | Fraer Morrow (GBR)             | C   | 56.30       | —            | —            | —            | —            | —            | —            | —            | —            | —        |
| —    | Sanne Bijleveld (NED)          | D   | 59.00       | —            | —            | —            | —            | —            | —            | —            | —            | —        |
| —    | Þuríður Erla Helgadóttir (ISL) | D   | ritirata    | ritirata     | ritirata     | ritirata     | ritirata     | ritirata     | ritirata     | ritirata     | ritirata     | ritirata |
| —    | Jacinta Sumagaysay (GUM)       | E   | ritirata    | ritirata     | ritirata     | ritirata     | ritirata     | ritirata     | ritirata     | ritirata     | ritirata     | ritirata |